# 阿马图尼·瓦尔达佩强
阿马图尼·西蒙诺维奇·瓦尔达佩强（俄语：Аматуни Симонович Вардапетян；1900年10月12日（格里历：10月24日）—1938年7月28日），亚美尼亚族，苏联党和国家领导人。曾任阿塞拜疆共产党（布）巴库市委第一书记，亚美尼亚共产党（布）中央第二、第一书记。在大清洗中被处决。

## 生平
- 1911年-1920年，占贾男子体育学校学习。期间，1918年1月-10月，苏俄红军服役。因负伤退役。1918年10月-1920年，社会主义青年联盟阿塞拜疆占贾地区团委主席。1919年加入俄共（布）。
- 1920年2月-11月，共青团阿塞拜疆占贾地区团委主席。
- 1920年12月-1921年6月，共青团阿塞拜疆沙姆霍尔区委执行书记。
- 1921年6月-1923年8月，共青团亚美尼亚中央委员会宣传部长，中央委员会执行书记。
- 1923年8月-1924年，共青团外高加索地区委员会组织部负责人。
- 1924年-1926年1月，共青团外高加索地区委员会第一书记。
- 1926年1月-1928年5月，莫斯科红色教授学院学习。
- 1928年5月-1929年，亚美尼亚共产党（布）中央宣传部长。
- 1929年1月-1930年7月，亚共（布）中央书记处书记。期间兼任亚共（布）埃里温市委执行书记，埃里温州委执行书记，亚共（布）中央委员会书记。
- 1930年5月-12月，亚共（布）中央第二书记。
- 1931年1月-1932年，全苏肉类工业联盟外高加索地区办事处经理。
- 1932年1月-1934年3月，联共（布）外高加索地区委员会组织与指导部部长。期间，1932年3月-1934年1月，联共（布）外高加索地区供应委员会书记。
- 1934年3月-1935年1月，外高加索社会主义联邦苏维埃共和国农业人民委员会政治部负责人。
- 1935年1月-8月，阿塞拜疆共产党（布）巴库市委第二书记。
- 1935年10月-1936年9月，亚共（布）中央第二书记。
- 1936年9月-1937年9月，亚共（布）中央第一书记。
- 1937年9月23日被捕，随即开除党籍和公职，移交内务人民委员会处理。
- 1938年7月28日被苏联最高法院军事审判庭以参与反革命组织罪名判处死刑，立即执行。在科穆纳尔卡射击场被枪决，终年37岁。
- 1977年3月平反。